# Xanthorrhoea johnsonii
Xanthorrhoea johnsonii är en grästrädsväxtart som beskrevs av Alma Theodora Lee. Xanthorrhoea johnsonii ingår i släktet Xanthorrhoea och familjen grästrädsväxter. Inga underarter finns listade i Catalogue of Life.

## Bildgalleri

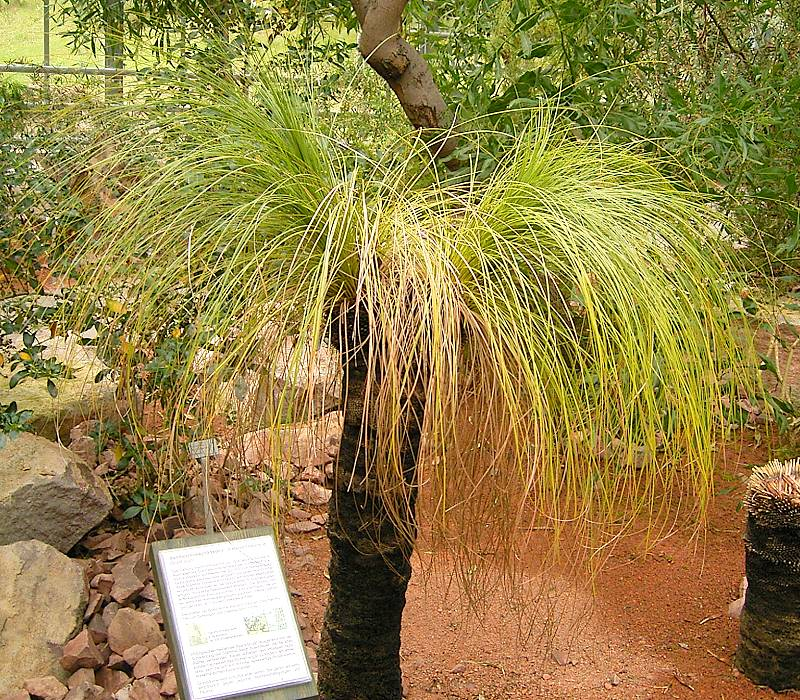
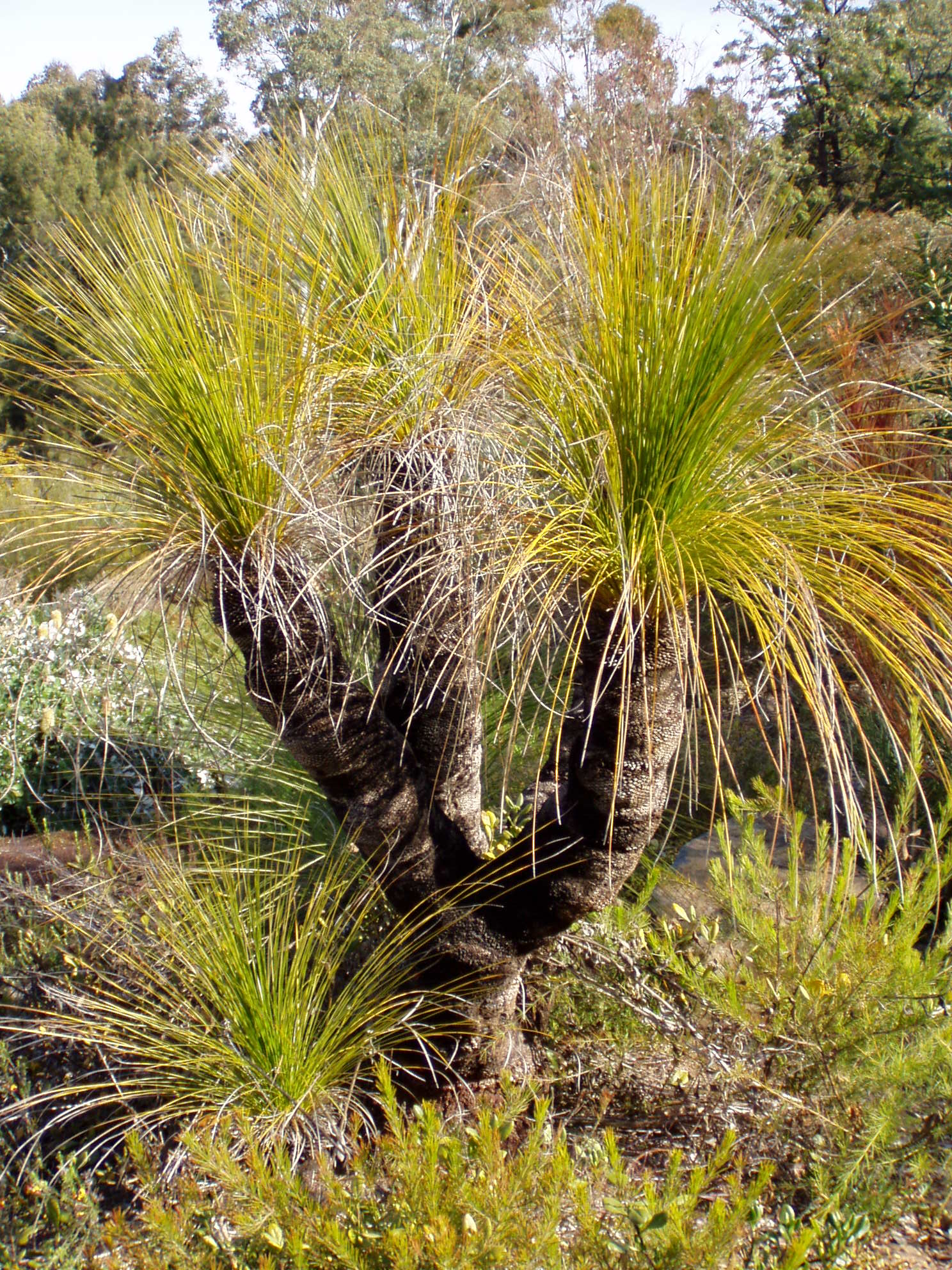
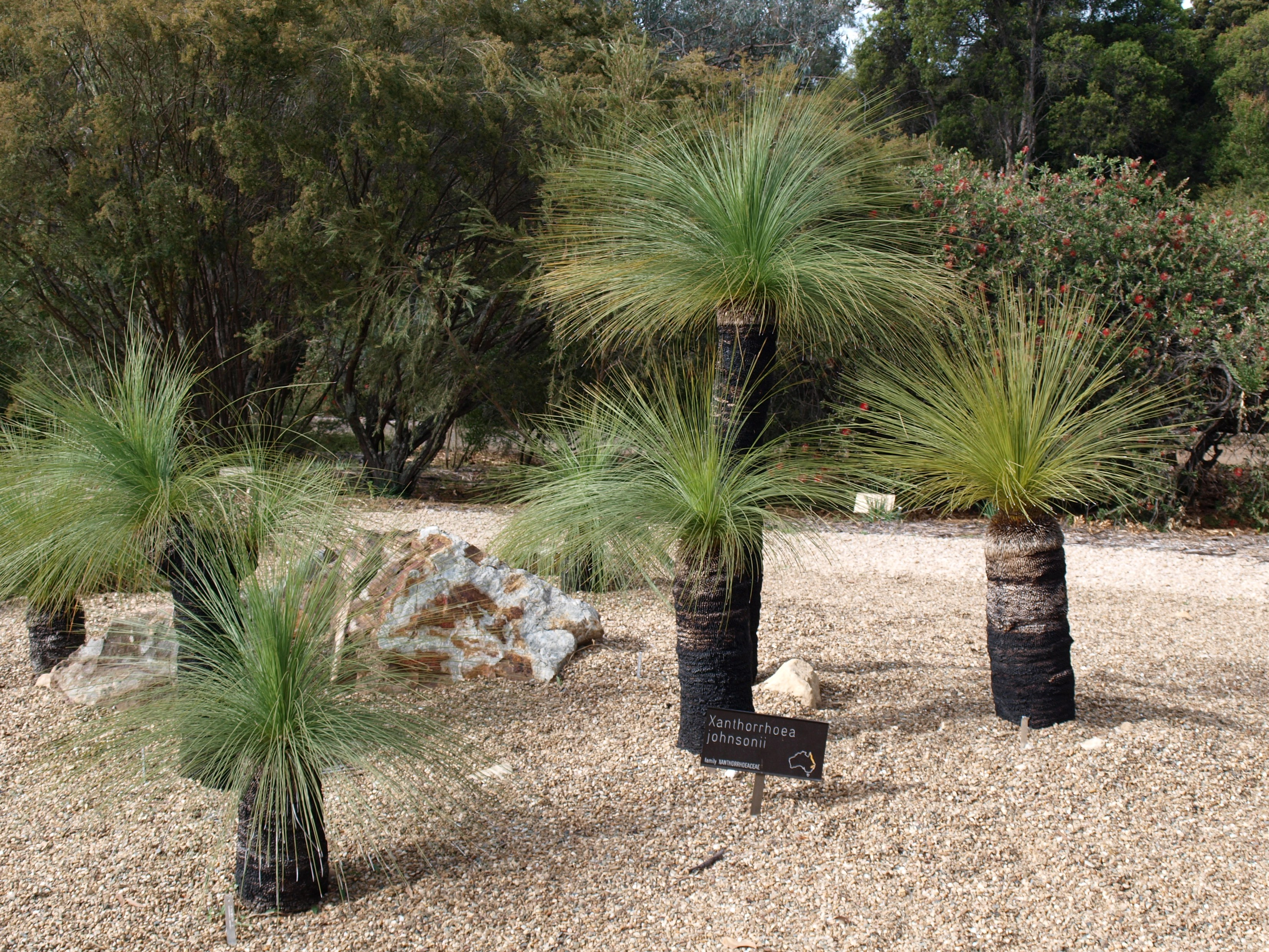